# Black Thrash Attack
Black Thrash Attack je debutové studiové album norské black/thrashmetalové kapely Aura Noir vydané v roce 1996. Jedná se o první album, na kterém se podílel i kytarista Blasphemer (Rune Eriksen – ex-Mayhem, ex-Mezzerschmitt). Na rozdíl od prvních demosnímků, které se ještě stylově překrývaly s předchozím projektem Ved Buens Ende (ve kterém působil Carl-Michael Eide), se jedná již o vyhraněnou tvorbu, výstižně shrnutou v samotném názvu alba.

## Seznam skladeb
| Pořadí         | Název                 | Hudba          | Text           | Délka |
| -------------- | --------------------- | -------------- | -------------- | ----- |
| 1.             | Sons of Hades         | Eide           | Eide           | 3:31  |
| 2.             | Conqueror             | Moe            | Moe            | 4:03  |
| 3.             | Caged wrath           | Eide           | Eide           | 5:28  |
| 4.             | Wretched face of Evil | Moe            | Eide           | 4:11  |
| 5.             | Black Thrash Attack   | Eriksen        | Eide           | 5:11  |
| 6.             | The Pest              | Moe            | Moe            | 3:11  |
| 7.             | The one who smite     | Eide           | Dencker        | 4:07  |
| 8.             | Eternally your shadow | Moe            | Moe            | 3:36  |
| 9.             | Destructor            | Eide           | Eide           | 4:41  |
| 10.            | Fighting for Hell     | Moe            | Moe            | 4:10  |
| Celková délka: | Celková délka:        | Celková délka: | Celková délka: | 42:09 |

## Reedice: bonusy
Malicious Records 1996 (LP vinyl), Neseblod Records 2008 (LP vinyl), Peaceville Records 2011 (CD a LP vinyl)
| Pořadí | Název            | Hudba          | Text | Délka |
| ------ | ---------------- | -------------- | ---- | ----- |
| 11.    | Heaven's on fire | Lant/Dunn/Bray | Lant | 3:27  |

Coververze skladby od Venom z alba Black Metal (1982).

## Sestava
- Carl-Michael Eide (Aggressor) – zpěv (skladby 1, 3, 5, 7, 9,11), bicí (skladby 2, 4, 6, 8, 10), baskytara, kytara
- Ole Jørgen Moe (Apollyon) – zpěv (skladby 2, 4, 6, 8, 10), bicí (skladby 1, 3, 5, 7, 9,11), baskytara, kytara
- Rune Eriksen (Blasphemer) – kytara